# Kronos (Star Trek)
Kronos (ook bekend als Qo'Nos) is een fictieve planeet uit het Star Trekuniversum. Kronos is de thuiswereld van de Klingons. Buiten Kronos wordt de planeet ook wel Kling of Klinzhai genoemd.
De belangrijkste stad op Kronos is de First City, waar zich in de Great Hall de Klingon-hogeraad (Klingon High Council) bevindt, de machtszetel van het Klingonrijk. 
Kronos, door de Klingons meestal gewoon thuiswereld genoemd, bevindt zich in het Bèta-kwadrant, heeft vanuit de ruimte gezien een groenige kleur en ligt op een afstand van ongeveer 1 lichtjaar van de Aarde. (Met een snelheid van warp 4,5 doe je er vier dagen over). Tot 2293 had de planeet een maan, Praxis genaamd. In dat jaar ontplofte Praxis, door toedoen van de extreem intensieve mijnbouw op de maan door de Klingons, die op hun maan waren aangewezen voor hun energieproductie. Deze ramp leidde tot een vredesbestand en uiteindelijk een bondgenootschap met de Federatie (zie: Star Trek VI: The Undiscovered Country).